# Barborka (přírodní památka)
Barborka je přírodní památka na vrchu Modla, která se nachází v pohoří Chřiby přibližně 600 metrů východním směrem od vrchu Buchlov v okrese Uherské Hradiště.
Důvodem ochrany je zbytek staré zmlazující se dubové bučiny na prudkém přírodním svahu, místy s reliktní borovicí na pískovcových skalách se zajímavými geomorfologickými tvary, tvořícími atraktivní horolezecké terény v blízkosti kaple svaté Barbory.

## Galerie

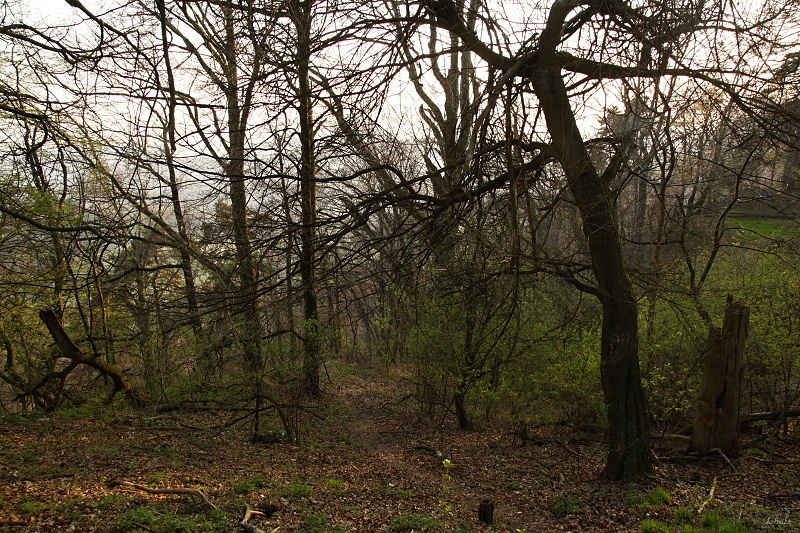
mladé bukové houští
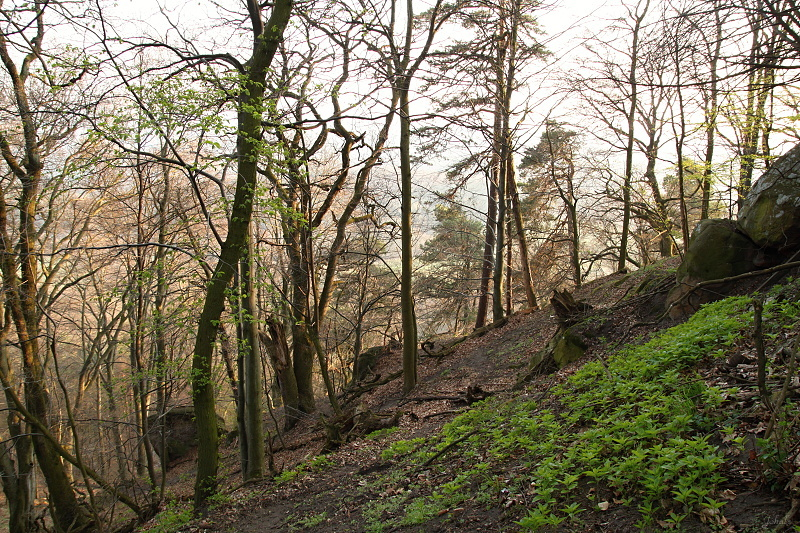
jižní svah
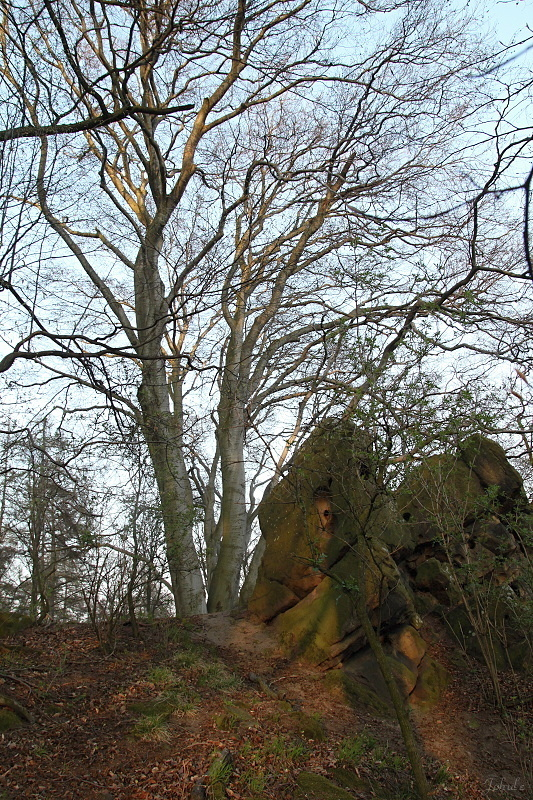
skála
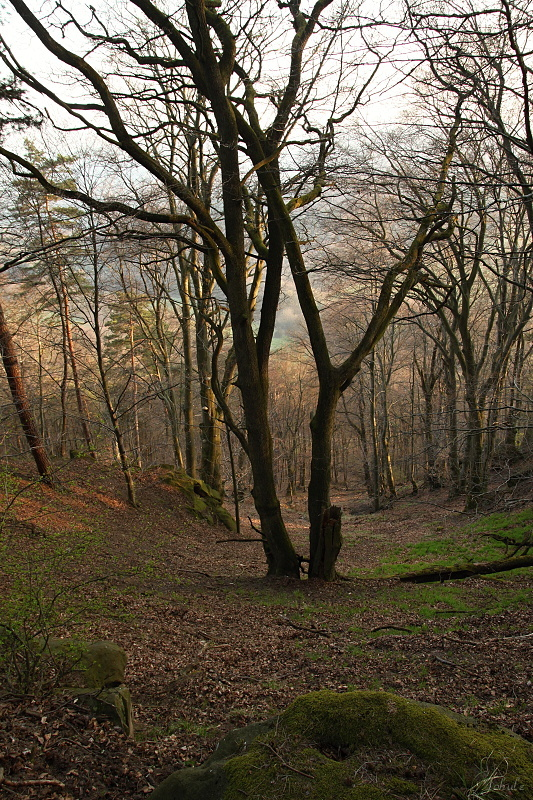
PP Barborka
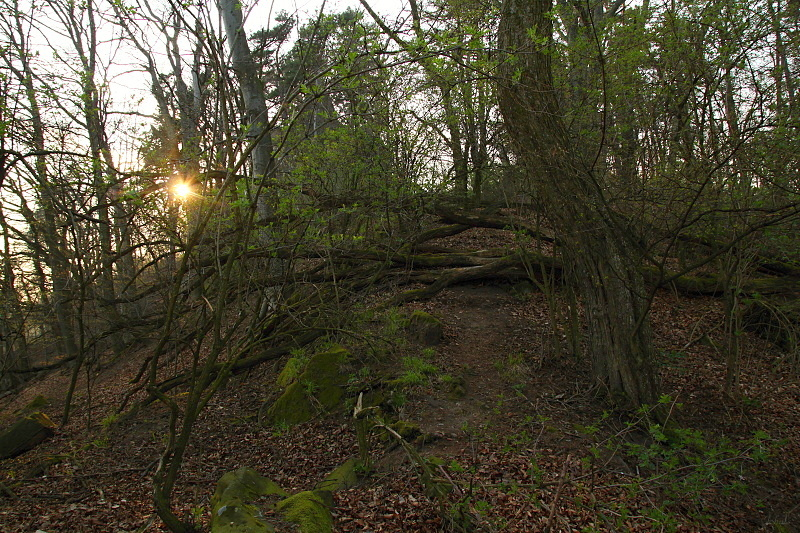
na východ od kaple